# Cecilia Geijer
Cecilia Margareta Geijer, under en tid Geijer-Hæggström, född 24 augusti 1955 i Sundsvall, död 24 juli 2009 i Stockholm, var en svensk ekonom och företagsledare inom den svenska mediebranschen.

## Biografi
Geijer var dotter till auktoriserade revisorn Reinhold Geijer och Margareta (född Cavalli). Hon föddes och växte upp i Sundsvall och läste senare till legitimerad sjukgymnast vid Karolinska institutet. Därefter studerade hon vid Handelshögskolan i Stockholm, där hon var Handelshögskolans i Stockholm studentkårs ordförande 1979–1980.
Geijer jobbade vid ICA-förlaget följt av en tid vid Energy Source Television i Nya Zeeland  innan hon var vd för Medviks förlag och betal-tv-kanalen TV1000  (båda inom Kinneviksfären). När hon var vd för Telia Infomedia Interactive slogs bolaget ihop med Scandinavia Online AB.
Hon var vice vd på Dagens Nyheter  och deltog i arbetet med att starta Bonniers gratistidning Stockholm City 2002.
Hon utsågs i mars 2003 till vd för svenska delen av katalogföretaget Eniro  (som då bland annat innefattade webbportalen Passagen och sökmotorn Evreka från Eniros uppköp av Scandinavia Online 2001). I september 2008, i samband med att Jesper Kärrbrink börjat som vd för företaget, meddelade Geijer att hon skulle lämna jobbet som direktör för affärsutveckling på Eniro.
Cecilia Geijer var syster till ekonomen och bank-vd:n Reinhold Geijer. Under en tid var hon gift med Per Z. Hæggström. Geijer avled i cancer på Stockholms sjukhem sommaren 2009. Hon är begravd på Djursholms begravningsplats.